# Комплекс з виробництва добрив у Вадодарі
Комплекс з виробництва добрив у Вадодарі – підприємство індійської хімічної промисловості, майданчик якого знаходиться на сході штату Гуджарат в районі міста Вадодара.
Розвиток майданчику, який належить компанії Gujarat State Fertilizers And Chemicals Limited (GSFC), почався у 1967 році із запуску виробництв:
- аміаку, сировиною для якого була суміш легких нафтопродуктів – naphtha (також є цінною нафтохімічною сировиною і використовується установками парового крекінгу);
- сульфатної кислоти;
- фосфорної кислоти, яку продукували шляхом обробки сульфатною кислотою імпортованих фосфоритів (Індія практично не володіє родовищами цих корисних копалин).
В подальшому ці напівфабрикати використовували для виробництва добрив – сечовини (отримують взаємодією аміаку та діоксиду вуглецю), сульфату амонію (сіль, яка є наслідком реакції сульфатної кислоти та аміаку) та діамоній фосфату (продукують з аміаку та фосфорної кислоти). Добова продуктивність заводу становила 450 тон аміаку, 323 тони сечовини та 340 тон діамоній фосфату.
В 1969-му ввели в дію ще по одній лінії аміаку та сечовини продуктивністю 500 та 800 тон на добу відповідно.
В подальшому майданчик доповнили кількома нафтохімічними виробництвами, вибір яких пояснювався інтеграцією із вже існуючими потужностями:
- лінією капролактаму, що стала до ладу в 1974-му та мала потужність 20 тисяч тон на рік, при цьому технологія виробництва потребує синтез-газу (отримують в процесі риформінгу вуглеводнів для виробництва аміаку) та сульфатної кислоти;
- введеним у 1982-му виробництвом меламіну, сировиною для якого виступає сечовина.
Крім того, в 1979-му збільшили потужність з випуску фосфорної кислоти, а у 1981-му ввели в дію додаткову установку сульфатної кислоти продуктивністю 400 тон на добу (132 тисячі тон на рік). До кінця 20 століття реалізували ще кілька проектів зі збільшення потужності за вже існуючими напрямками, як то друга установка капролактаму продуктивністю 50 тисяч тон на рік, чергова установка сульфатної кислоти продуктивністю 1350 тон на добу (1993), друга лінія меламіну потужністю 10 тисяч тон на рік (1997). З іншої сторони, в якийсь момент вивели з експлуатації найбільш застарілі потужності з продукування сульфатної кислоти, залишивши в роботі лише лінії, що стали до ладу в 1981 та 1993 роках. 
У 1998-му стала до ладу чергова лінія аміаку продуктивністю 1350 тон на добу, що дозволило зупинити дві старі лінії. Нове аміачне виробництво могло споживати naphtha та природний газ у будь-якій пропорції. Варто відзначити, що GSFC отримала доступ до природного газу ще на початку діяльності через трубопровід Анклешвар – Вадодара, а з 2003/2004 бюджетного року стало можливим отримувати цей ресурс через перемичку від трубопроводу Бхедбут – Мехсана. 
У 2009 році до майданчику приєднали лінію аміаку, яка до того працювала у складі розташованого біч-о-біч заводу важкої води. Вона була споруджена в 1975 році та мала продуктивність на рівні 100 тон на добу. Окрім виробництва аміаку, лінія виконує функцію резерву із забезпечення синтез-газом виробництва капролактаму.
У 2013 році завершили проект з переведення зупиненої першої лінії аміаку на виробництво метанолу потужністю 525 тон на добу.
Станом на початок 2020-х на сайті GSFC зазначено, що комплекс має добову потужність у 1450 тон аміаку (2 лінії), 1750 тон сірчаної кислоти (2 лінії), 165 тон фосфорної кислоти, 1123 тони сечовини (2 лінії), 340 тон діамоній фосфату. Після проведеної у 2002 році модернізації замість діамоній фосфату та сама лінія може щоденно випускати 900 тон іншого добрива – амоній фосфату сульфату (річна потужність визначена на рівні 256 тисяч тон). Ще одне добриво – сульфат амонію – в обсягах 196 тисяч тон на рік є побічним продуктом виробництва капролактаму.
Роботу майданчику забезпечує власна електростанція із трьох черг загальною потужністю 90 МВт електроенергії та 390 тон пари на годину.
Можливо також відзначити, що GSFC володіє заводом з виробництва фосфорних добрив у Сікка (на заході Гуджарату), куди з майданчику у Вадодарі можуть спрямовувати надлишки аміаку та сульфатної кислоти.